# Wataru Takeshita
Pour les articles homonymes, voir Takeshita.
Wataru Takeshita (竹下 亘, Takeshita Wataru), né le 3 novembre 1946 à Unnan (préfecture de Shimane) et mort le 17 septembre 2021 à Tokyo, est un homme politique japonais. 
Il est ministre de la Reconstruction du Japon du 20 septembre 2014 au 20 octobre 2015 dans les gouvernements Abe II et III. Membre du Parti libéral-démocrate, il est député à partir de 2000.

## Biographie
Wataru Takeshita est le frère de l'ancien Premier ministre Noboru Takeshita.